# Monumento a Antonio César Jiménez
El Monumento a Antonio César Jiménez Segura es un monumento conmemorativo escultórico obra del artista plástico Mustafa Arruf que se halla en la calle General Chacel de la ciudad española de Melilla.

## Autor
Mustafa Arruf, uno de los escultores más relevante de los siglos XX y XXI, nacido en 1958, es autor de una obra vanguardista, de fuerte contraste y gran belleza plástica. De su iconografía, de gran peso y atractivo visual —con elementos espontáneos, exagerados y al mismo tiempo sencillos y contenidos— destacan, entre otras obras, Encuentros, Torso arqueado de mujer desnuda, Homenaje a Fernando Arrabal y las Venus (serie de esculturas femeninas con un gran simbolismo antropológico cultural).

## Historia
Fue erigido por la Ciudad Autónoma de Melilla en honor a Antonio César Jiménez Segura, fundador, en 1966, de la Agrupación Artística Tallaví, fallecido en Madrid, el 28 de septiembre del año 2000, siendo inaugurado el  28 de marzo del 2007, en un acto dirigido por su hermano, Amalio Jiménez, que estuvo acompañado de las principales autoridades políticas locales de entonces y el propio escultor, Mustafa Arruf —amigo del actor y director teatral—.
En el suelo, a la izquierda de la escultura, figura una placa con el escudo de la ciudad de Melilla en la que está inscrita la siguiente leyenda:
LA ASAMBLEA Y EL PUEBLO DE/MELILLA/A SU CONCIUDADANO/EL/ACTOR/ANTONIO CÉSAR JIMÉNEZ SEGURA/CON SU LUZ ALUMBRÓ EL CAMINO DEL TEATRO Y DIO/FELICIDAD A TODOS CUANTOS NOS ACERCAMOS A ÉL./MELILLA, MARZO DE 2007
La escultura se fragua en Fundiciones Magisa S.A. y su presupuesto se cifró en ochenta y nueve mil setecientos euros. El conjunto pesa 750 kg.
Fue retirado en el transcurso de las obras de remodelación de la calle General Chacel, que dieron comienzo en julio de 2018, y vuelto a colocar, tras la apertura de la calle Chacel, el 22 de diciembre de 2018.

## La obra
La escultura es una figura de cuerpo entero y actitud sedente y contemplativa, hecha en bronce y hierro fundidos. Está ubicada en pleno centro de la ciudad de Melilla.
Es un retrato naturalista a escala real en el que Arruf plasma con gran maestría no sólo los rasgos físicos del actor César Jiménez sino también sus cualidades personales o atributos psicológicos. En esta obra el escultor demuestra también un gran dominio del espacio plástico, realzando la relación tridimensional al incluir otros elementos en el monumento (banco y farola, que forman parte del mismo), con numerosos recursos simbólicos referentes tanto al actor como a la Agrupación Artística Tallaví.
Para Mustafa Arruf es su obra figurativa más lograda.